# Episodi di The Beverly Hillbillies (terza stagione)
La terza stagione della serie televisiva The Beverly Hillbillies è stata trasmessa in anteprima negli Stati Uniti d'America dalla CBS tra il 23 settembre 1964 e il 16 giugno 1965.
| nº | Titolo originale             | Titolo italiano | Prima TV USA      | Prima TV Italia |
| -- | ---------------------------- | --------------- | ----------------- | --------------- |
| 1  | Jed Becomes a Movie Mogul    |                 | 23 settembre 1964 |                 |
| 2  | Clampett City                |                 | 30 settembre 1964 |                 |
| 3  | Clampett City General Store  |                 | 7 ottobre 1964    |                 |
| 4  | Hedda Hopper's Hollywood     |                 | 14 ottobre 1964   |                 |
| 5  | Doctor Jed Clampett          |                 | 21 ottobre 1964   |                 |
| 6  | Jed the Heartbreaker         |                 | 28 ottobre 1964   |                 |
| 7  | Back to Marineland           |                 | 4 novembre 1964   |                 |
| 8  | Teenage Idol                 |                 | 11 novembre 1964  |                 |
| 9  | The Widow Poke Arrives       |                 | 18 novembre 1964  |                 |
| 10 | The Ballet                   |                 | 25 novembre 1964  |                 |
| 11 | The Boarder                  |                 | 9 dicembre 1964   |                 |
| 12 | The Boarder Stays            |                 | 16 dicembre 1964  |                 |
| 13 | Start the New Year Right     |                 | 29 dicembre 1964  |                 |
| 14 | Clampett General Hospital    |                 | 6 gennaio 1965    |                 |
| 15 | The Movie Starlet            |                 | 13 gennaio 1965   |                 |
| 16 | Elly in the Movies           |                 | 20 gennaio 1965   |                 |
| 17 | Dash Riprock, You Cad        |                 | 27 gennaio 1965   |                 |
| 18 | Clampett A-Go-Go             |                 | 3 febbraio 1965   |                 |
| 19 | Granny's Romance             |                 | 17 febbraio 1965  |                 |
| 20 | Jed's Temptation             |                 | 24 febbraio 1965  |                 |
| 21 | Double Naught Jethro         |                 | 3 marzo 1965      |                 |
| 22 | Clampett's Millions          |                 | 10 marzo 1965     |                 |
| 23 | Drysdale's Dog Days          |                 | 17 marzo 1965     |                 |
| 24 | Brewster's Honeymoon         |                 | 24 marzo 1965     |                 |
| 25 | Flatt, Clampett, and Scruggs |                 | 31 marzo 1965     |                 |
| 26 | Jed and the Countess         |                 | 14 aprile 1965    |                 |
| 27 | Big Daddy, Jed               |                 | 21 aprile 1965    |                 |
| 28 | Cool School Is Out           |                 | 28 aprile 1965    |                 |
| 29 | The Big Bank Battle          |                 | 5 maggio 1965     |                 |
| 30 | The Clampetts vs. Automation |                 | 12 maggio 1965    |                 |
| 31 | Luke's Boy                   |                 | 26 maggio 1965    |                 |
| 32 | The Brewsters Return         |                 | 2 giugno 1965     |                 |
| 33 | Jed, the Bachelor            |                 | 9 giugno 1965     |                 |
| 34 | The Art Center               |                 | 16 giugno 1965    |                 |